# Oscar Murillo

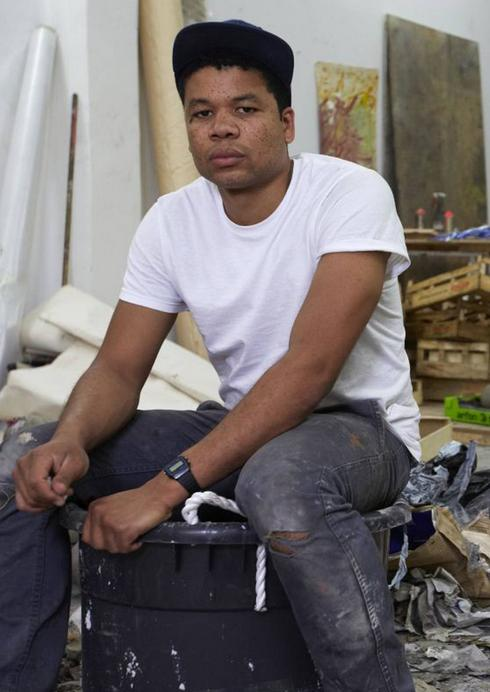
Oscar Murillo (2013)

Oscar Murillo (* Februar 1986 im Valle del Cauca in Kolumbien) ist ein Künstler mit Wohnsitz in London.

## Leben
Murillo wuchs in der kleinen kolumbianischen Stadt La Paila auf. Dort arbeiteten Murillos Eltern in einer Süßwarenfabrik und in einer Zuckerrohrmühle. Als er elf Jahre alt war, verließ die Familie Kolumbien und zog, wie bereits einige Verwandte vor ihnen, nach London. Um sein Kunststudium zu finanzieren, arbeitete Murillo in London als Reinigungskraft. Im Jahr 2007 erhielt er seinen Bachelor von der University of Westminster, 2012 folgte der Master vom Royal College of Art.

## Werk
Murillos Werk umfasst Malerei, Bildhauerei, Installation und Performance. Viele seiner Bilder sind großformatig und beinhalten Textfragmente. Oft finden Elemente südamerikanischer Kultur (Essen, Musik, Sprache etc.) Einzug in das Werk Murillos.

Zusammen mit einer Stiftung betreibt Murillo seit einigen Jahren sein weltumfassendes Projekt »Frequencies« mit Schülern und Schulen aus knapp zwei Dutzend Ländern, darunter Kolumbien, Israel und Äthiopien. Dort werden Schulbänke mit Leinwand bezogen, auf denen die 10- bis 16-jährigen Schüler ihre Alltagsspuren hinterlassen – in Form von Kritzeleien, Notizen oder Schmutz. Die Schüler wissen, dass sie damit Teil eines langfristigen Kunstprojektes sind und können jedes beliebige Kennzeichen hinterlassen. Mit diesem Projekt bzw. den Leinenbezügen der Tische war Murillo 2015 auf der Biennale in Venedig vertreten.
2019 wurde Murillo für den Turner Prize nominiert und galt als Mitfavorit auf den renommierten britischen Kunstpreis. Das nominierte Werk bestand aus lebensgroßen Figuren aus Pappmaché, die er als „Effigies“ betitelte. Diese installierte er auf Kirchenbänken mit Blick auf das herrliche Meer, das von einem schwarzen Vorhang verdeckt wurde. Die „Effigies“ sollen Arbeitsmigranten repräsentieren, die Murillo als „Motor dieser Welt“ sieht. Der Künstler identifiziert sich selbst auch mit der Arbeiterklasse. Er platzierte seine Figuren im Zug von London zum Ausstellungsort nach Margate neben echten Reisenden. Am Bahnhof von Margate wurden die Pappmaché-Passagiere dann abgeholt und in Rollstühlen über die Promenade ins Museum Turner Contemporary geschoben. Die Entscheidung der Turner-Prize-Jury, die Auszeichnung erstmals zu gleichen Teilen an alle vier nominierten Künstler zu verleihen, galt als Überraschung. Murillo, Lawrence Abu Hamdan, Helen Cammock und Tai Shani hatten diesen Plan bei ihrem ersten gemeinsamen Zusammentreffen in der Turner Contemporary beschlossen und die Jury aufgefordert, sie als „heterogenes Künstlergespann mit viel Migrationshintergrund“ gemeinsam auszuzeichnen, „das das Verbindende und die Gemeinschaft betonen“ wollte. Die Jury kam dieser Aufforderung schließlich nach und das Preisgeld von 40.000 £ wurde gerecht auf die vier Künstler aufgeteilt.

## Ausstellungen (Auswahl)
- 2013: If I was to draw a line, this journey started approximately 400km north of the equator, South London Gallery, London
- 2012: Into the surface, Brand New Gallery, Mailand
- 2011: Insurgencies, Angus-Huges Gallery, London
- 2010: Nothing gold can stay, part II , Galerie Meinblau, Berlin[7]